# 리타 도미닉
리타 도미닉(Rita Dominic, 1975년 7월 12일 ~ )은 나이지리아의 배우이다. 2011 아프리카 영화 아카데미상 여우주연상 수상자이다.